# Hòa-Bình-Kultur
| Prähistorische Kulturen Vietnams | Prähistorische Kulturen Vietnams |
| Altsteinzeit                     | Altsteinzeit                     |
| -------------------------------- | -------------------------------- |
| Dieu-Kultur                      | ca. 30.000 v. Chr.               |
| Sơn-Vi-Kultur                    | 20.000–12.000 v. Chr.            |
| Mittelsteinzeit                  |                                  |
| Hòa-Bình-Kultur                  | 12.000–10.000 v. Chr.            |
| Jungsteinzeit                    |                                  |
| Bắc-Sơn-Kultur                   | 9.000–5.000 v. Chr.              |
| Quỳnh-Văn-Kultur                 | 3.000–1 v. Chr.                  |
| Đa-Bút-Kultur                    | 4.000–1.700 v. Chr.              |
| Bronzezeit                       |                                  |
| Phùng-Nguyên-Kultur              | 2.000–1.500 v. Chr.              |
| Đồng-Đậu-Kultur                  | 1.500–1.000 v. Chr.              |
| Gò-Mun-Kultur                    | 1.000–700 v. Chr.                |
| Đông-Sơn-Kultur                  | 800 v. Chr.–200 n. Chr.          |
| Eisenzeit                        |                                  |
| Sa-Huỳnh-Kultur                  | 500 v. Chr.–100 n. Chr.          |
| Óc-Eo-Kultur                     | 1–630 n. Chr.                    |

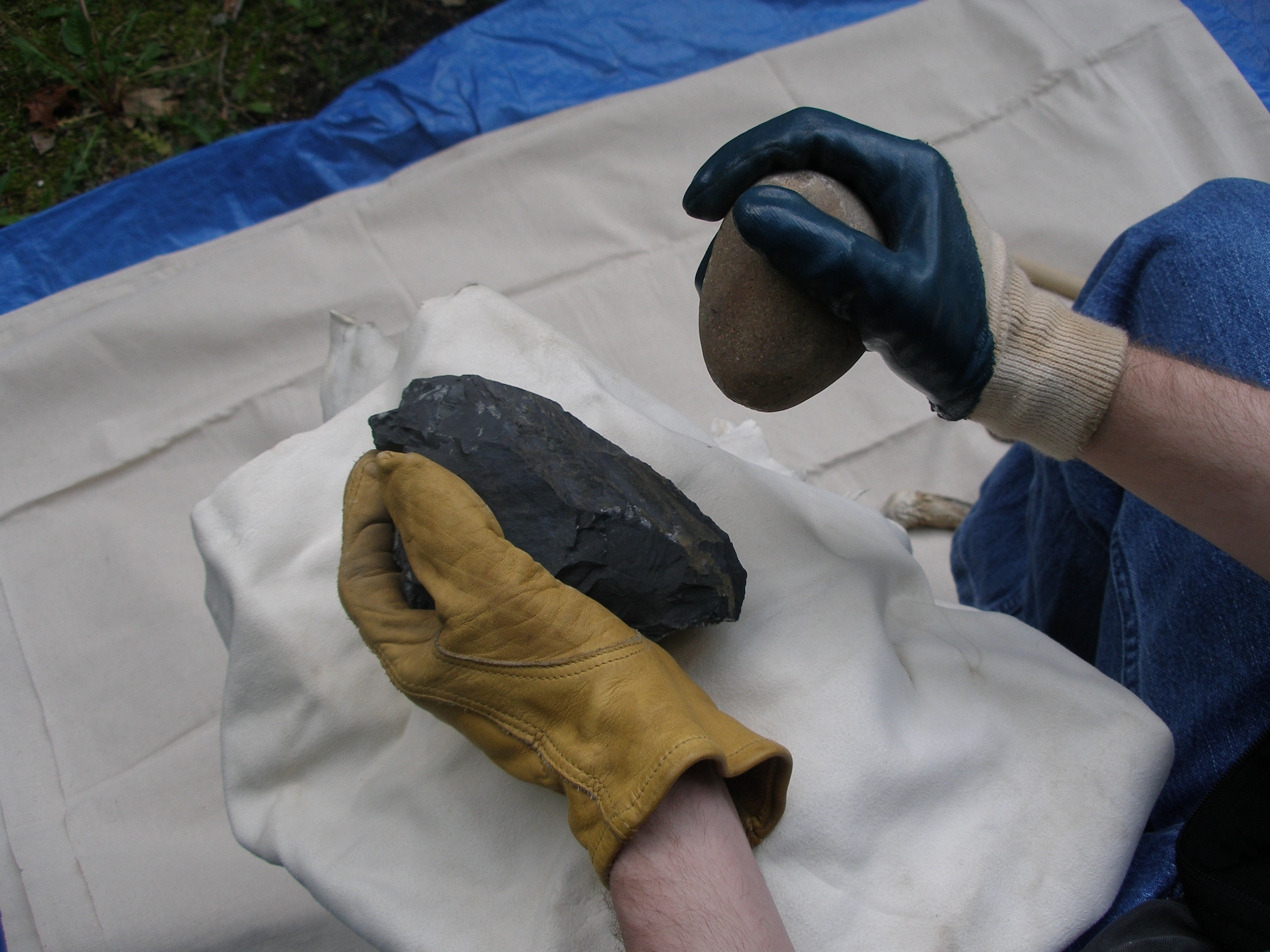
Anwendung eines Steinhammers

Hòa-Bình-Kultur (Vietnamesisch: Văn hóa Hòa Bình; französisch hoabinhien; englisch Hoabinhian) ist der Name einer mesolithischen Jäger-und-Sammler-Gesellschaft des frühen Holozäns. Sie existierte von etwa 12.000 bis 10.000 v. Chr. in Vietnam. Spuren dieser Kultur wurden auch in anderen Ländern Südostasiens gefunden. Die Menschen der Hoabinhian lebten überwiegend in Höhlen und unter Felsdächern (Abri) und ernährten sich von Tieren und Pflanzen. Außerdem werden die Steingeräte, die man diesen Jägern und Sammlern zuordnen kann, Hòa-Bình-Kultur genannt. Dabei handelt es sich um einseitig abgeschuppte Geröllgeräte (pebble tools), die aus der Zeit zwischen 10.000 und 2.000 v. Chr. stammen und oft auch als Sumatralith bezeichnet werden.

## Entwicklung der Terminologie
Der Name Hoabinhien wurde 1927 von der französischen Archäologin Madeleine Colani für eine Kultur geprägt, die in Höhlen und Felsvorsprüngen der Kalksteinlandschaft in der nordvietnamesischen Provinz Hòa Bình Steinwerkzeuge hinterlassen hat. Colani hat 54 Fundplätze mit ähnlichen Hinterlassenschaften in den Provinzen Thanh Hoa, Quang Binh und vor allem Hoa Binh in Nordvietnam ergraben. Man einigte sich auf dem ersten Kongress der Prähistoriker des Fernen Ostens auf eine Definition (in Übersetzung):

„(es handelt sich um) eine Kultur mit Werkzeugen, die allgemein in Folge verschiedener primitiver Bearbeitungsmethoden geschuppt sind. Sie ist charakterisiert durch Werkzeuge, die oft nur auf einer Seite bearbeitet worden sind: Steinhämmer, in etwa dreieckig angeschnittene Werkzeuge, Scheiben, kurze Äxte und mandelförmige Artefakte, sowie eine beträchtliche Zahl an Werkzeugen aus Knochen.“

Auf dem Kongress einigte man sich ebenfalls auf eine Dreiteilung des Hoabinhian:

„Hoabinhian I: -ausschließlich Abschlaggeräte, eher groß und grob.

Hoabinhian II: -etwas kleinere und feiner gearbeitete Geräte, vergesellschaftet mit protoneolithischen Werkzeugen.

Hoabinhian III: -noch kleinere Geräte, hauptsächlich Abschläge mit sekundärer Bearbeitung, keine protoneolithischen Werkzeuge.“

Die ursprünglich von Colani vorgeschlagene Typologie war so kompliziert, dass z. B. die 82 Artefakte von Sao Dong in 28 verschiedene Typen unterschieden werden mussten oder konnten. Nachdem Matthews 1964 das Hoabinhian-Felsdach bei Sai Yok in der thailändischen Provinz Kanchanaburi untersucht hatte, stellte er fest, dass die Artefakte bezüglich ihrer Größe und Form ineinander übergehen und somit keine wirklichen Typen darstellen. Nachdem Chester Gorman 1970 die Funde aus der Phimaen-Höhle ausgewertet hatte, stellte er eine detailliertere Definition des Hoabinhian vor, die z. B. das Vorhandensein von einseitig geschuppten Werkzeugen aus Kiesel und eine charakteristische Zusammensetzung der Nahrungsmittelreste (Krustentiere, Fische und kleine bis mittelgroße Säugetiere) umfasste.
1994 fand man auf einem Kongress in Hanoi zu der heute verwendeten Auffassung, dass Hoabinhian eher eine Industrie als eine Kultur oder ein Techno-Komplex ist und auf der Basis von Geröllgeräten (und nicht Kieseln) in Erscheinung tritt.

## Verbreitung

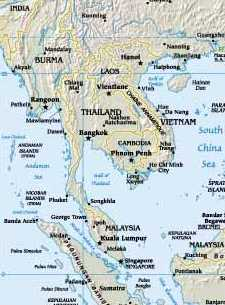
Verbreitungsgebiet des Hoabinhian

Hoabinhian wurde zunächst in Vietnam untersucht, wo es auch die meisten Fundplätze gibt, mehr als 120. Dies spiegelt jedoch aller Wahrscheinlichkeit nach lediglich die intensivere Erforschung Vietnams gegenüber den anderen Gebieten Südostasiens wider. In Thailand, Laos, Kambodscha, Burma und auf Sumatra wurden Hoabinhian-Stätten gefunden.
Wichtige Fundplätze sind die folgenden Höhlen bzw. Felsdächer
- Xom Trai, Lang Vanh und Hang Muoi, alle in Hoa Binh in Nordvietnam
- Gua Cha in Kelantan, Malaysia
- Phimaen-Höhle in Mae Hong Son, Thailand
- Lang-Kamnan-Höhle in Kanchanaburi, Thailand
- Lang-Rongrien-Höhle in Krabi, Thailand

Neben diesem Kerngebiet machen allerdings Archäologen, wie Johannes Moser, auch isolierte Lager in Nepal, Südchina, Taiwan und Australien aus.

## Die Frage der Ursprünge des Ackerbaus in Südostasien
Gorman hatte in der Phimaen-Höhle die Überreste zahlreicher Pflanzen gefunden, nachdem er die Erde fein gesiebt hatte. So kamen u. a. Mandeln, Betelnüsse, Ackerbohnen, Erbsen, Flaschenkürbisse, Wasserkastanien und Früchte des Lichtnussbaums zum Vorschein. Dies ließ die Hypothese aufkommen, dass Hoabinhian einhergehe mit dem Beginn des Ackerbaus in Südostasien. Es konnte jedoch nachgewiesen werden, dass sich die Varietäten aller dieser Pflanzen nicht von den in der Natur vorkommenden unterscheiden, eine Kultivierung also nicht stattgefunden hat.
Die Funde in der Phimaen-Höhle beweisen dennoch, dass die Hoabinhian-Leute über ein komplexes Wissen der Pflanzenwelt verfügt haben und sich diese haben zunutze machen können.